# ماروین الیوت
ماروین الیوت (انگلیسی: Marvin Elliott؛ زادهٔ ۱۵ سپتامبر ۱۹۸۴) یک بازیکن فوتبال اهل بریتانیا است.
وی همچنین در تیم ملی فوتبال جامائیکا بازی کرده است.